# Giro del Piemonte 1991
Il Giro del Piemonte 1991, settantanovesima edizione della corsa, si svolse il 17 ottobre 1991 su un percorso di 193 km. La vittoria fu appannaggio dell'uzbeko Djamolidine Abdoujaparov, che completò il percorso in 4h27'15", precedendo il francese Frédéric Moncassin ed il belga Sammie Moreels.
Sul traguardo di Novara 136 ciclisti portarono a termine la competizione. 

## Ordine d'arrivo (Top 10)
| Pos. | Corridore                | Squadra                   | Tempo    |
| ---- | ------------------------ | ------------------------- | -------- |
| 1    | Djamolidine Abdoujaparov | Carrera Jeans             | 4h27'15" |
| 2    | Frédéric Moncassin       | Castorama                 | s.t.     |
| 3    | Sammie Moreels           | Lotto                     | s.t.     |
| 4    | Rudy Verdonck            | Weinmann                  | s.t.     |
| 5    | Rolf Aldag               | Helvetia-La Suisse        | s.t.     |
| 6    | Giovanni Strazzer        | Jolly Componibili-Club 88 | s.t.     |
| 7    | Frankie Andreu           | Motorola Cycling Team     | s.t.     |
| 8    | Enrico Cecchetto         | Gis Gelati-Ballan         | s.t.     |
| 9    | Peter Farazijn           | Weinmann                  | s.t.     |
| 10   | Christophe Capelle       | Z                         | s.t.     |